# Livro de Linhagens do conde D. Pedro
Il Livro de Linhagens do conde D. Pedro (in italiano "Libro di Lignaggio del conte Pietro"), anche chiamato Terceiro Livro de Linhagens, è un libro di lignaggi scritto nel medioevo verso il 1344 per iniziativa di Pietro Alfonso, conte di Barcelos. Il libro è considerato il più importante dei nobiliari medievali e una pietra miliare nella storia della letteratura portoghese.

## Fonti
- (PT) A prosa medieval portuguesa, Séc XIII-XIV. HALP N.4 (1997), su leitura.gulbenkian.pt (archiviato dall'url originale il 4 agosto 2010).